# Discosema birenosa
Discosema birenosa là một loài bướm đêm trong họ Noctuidae.